# نهائي كأس تركيا 2009
نهائي كأس تركيا 2009 هي المباراة النهائية من منافسة كأس تركيا 2008–09، أقيمت المباراة في 2009، في ملعب إزمير أتاتورك ‏، بين فريقي نادي بشكتاش، ونادي فنربخشة، وفاز فيها نادي بشكتاش، بعد أن هزم نادي فنربخشة، بنتيجة 4 - 2، وحضر المباراة 50000  شخصاً.

## تفاصيل المباراة
لعبت المباراة النهائية في 2009.
| نادي بشكتاش | 4 -2 | نادي فنربخشة |
| ----------- | ---- | ------------ |
|             |      |              |